# آرپاچای، قارص
آرپاچای (به ترکی استانبولی: Arpaçay) (به کردی: Zarûşad) یک منطقهٔ مسکونی در ترکیه است که در استان قارص واقع شده‌است. آرپاچای ۱٬۶۷۵ متر بالاتر از سطح دریا واقع شده‌است.